# Cronce
Cronce [kʁɔ̃s] (okzitanisch gleichlautend) ist eine französische Gemeinde mit 70 Einwohnern (Stand: 1. Januar 2022) im Département Haute-Loire in der Region Auvergne-Rhône-Alpes (vor 2016 Auvergne); sie gehört zum Arrondissement Brioude und ist Teil des Kantons Pays de Lafayette.

## Geographie
Cronce liegt etwa 41 Kilometer westnordwestlich von Le Puy-en-Velay am gleichnamigen Fluss Cronce. Nachbargemeinden sind Saint-Austremoine im Norden, Arlet im Nordosten, Ferrussac im Osten, Pinols im Süden, Chastel im Westen sowie Chazelles im Nordwesten.

## Bevölkerungsentwicklung
| Jahr                       | 1962 | 1968 | 1975 | 1982 | 1990 | 1999 | 2006 | 2017 |
| Einwohner                  | 149  | 119  | 110  | 114  | 110  | 100  | 84   | 75   |
| Quellen: Cassini und INSEE |      |      |      |      |      |      |      |      |